# Afrikansk piplärka
Afrikansk piplärka (Anthus cinnamomeus) är en tätting  i familjen ärlor med vid utbredning huvudsakligen i Afrika.

## Kännetecken

### Utseende
Afrikansk piplärka är en 15-17 centimeter lång fågel, slank och med upprätt hållning. Den är beigebrun ovan med mörkare streck, undersidan vit eller blekbeige med streckat bröst och otecknad buk och flanker. Ansiktet är pregnant teckat med ett blekt ögonbrynsstreck och mörkt mustaschstreck. De yttre stjärtpennorna är vita. De långa benen är skära och den smala näbben mörk, gulaktig längst in på nedre näbbhalvan. Ungfågeln har fläckat bröst, fjällig ovansida och streckning på flankerna.

### Läte
Sången är en upprepad serie av kvittrande toner, tri-tri-tri-tri... eller srit-srit-srit-srit..., som hörs från en låg sittplats eller avges under sångflykt.

## Utbredning och systematik
Afrikansk piplärka delas in i 15 underarter med följande utbredning:
- Anthus cinnamomeus lynesi –  sydöstra Nigeria till Kamerun och västra Sudan (Darfur)
- Anthus cinnamomeus camaroonensis – Kamerun (bergen Kamerun och Manenguba)
- Anthus cinnamomeus stabilis – centrala och sydöstra Sudan
- Anthus cinnamomeus cinnamomeus – höglandet i västra och sydöstra Etiopien
- Anthus cinnamomeus eximius – sydvästra Arabiska halvön (sydvästra Saudiarabien och västra Jemen)[4]
- Anthus cinnamomeus annae – Eritrea till Etiopien, Djibouti, Somalia, östra Kenya och nordöstra Tanzania
- Anthus cinnamomeus itombwensis –  östra Kongo-Kinshasa
- Anthus cinnamomeus lacuum – sydöstra Uganda samt västra, centrala och södra Kenya till centrala Tanzania
- Anthus cinnamomeus winterbottomi – nordöstra Zambia, södra Tanzania, norra Malawi och nordvästra Moçambique
- Anthus cinnamomeus lichenya – Angola till västra Uganda, östra Zambia och centrala Malawi till Zimbabwe
- Anthus cinnamomeus spurium – nordöstra Namibia till södra Moçambique
- Anthus cinnamomeus bocagii – västra Angola till nordvästra Sydafrika
- Anthus cinnamomeus grotei – salta ökenområden i norra Namibia och norra Botswana
- Anthus cinnamomeus rufuloides – Sydafrika förutom i nordväst
- Anthus cinnamomeus latistriatus – östra Demokratiska republiken Kongo

Underarten winterbottomi behandlas ibland som synonym med nominatrasen av miombopiplärka (A. nyassae nyassae).

### Släktestillhörighet
DNA-studier visar att arterna i släktet Anthus inte är varandras närmaste släktingar, där även piplärkorna i Macronyx ingår. Det kan i framtiden medföra att afrikansk piplärka med släktingar flyttas till ett annat släkte. Än så länge har dessa nya forskningsresultat inte resulterat i några taxonomiska förändringar.

## Levnadssätt

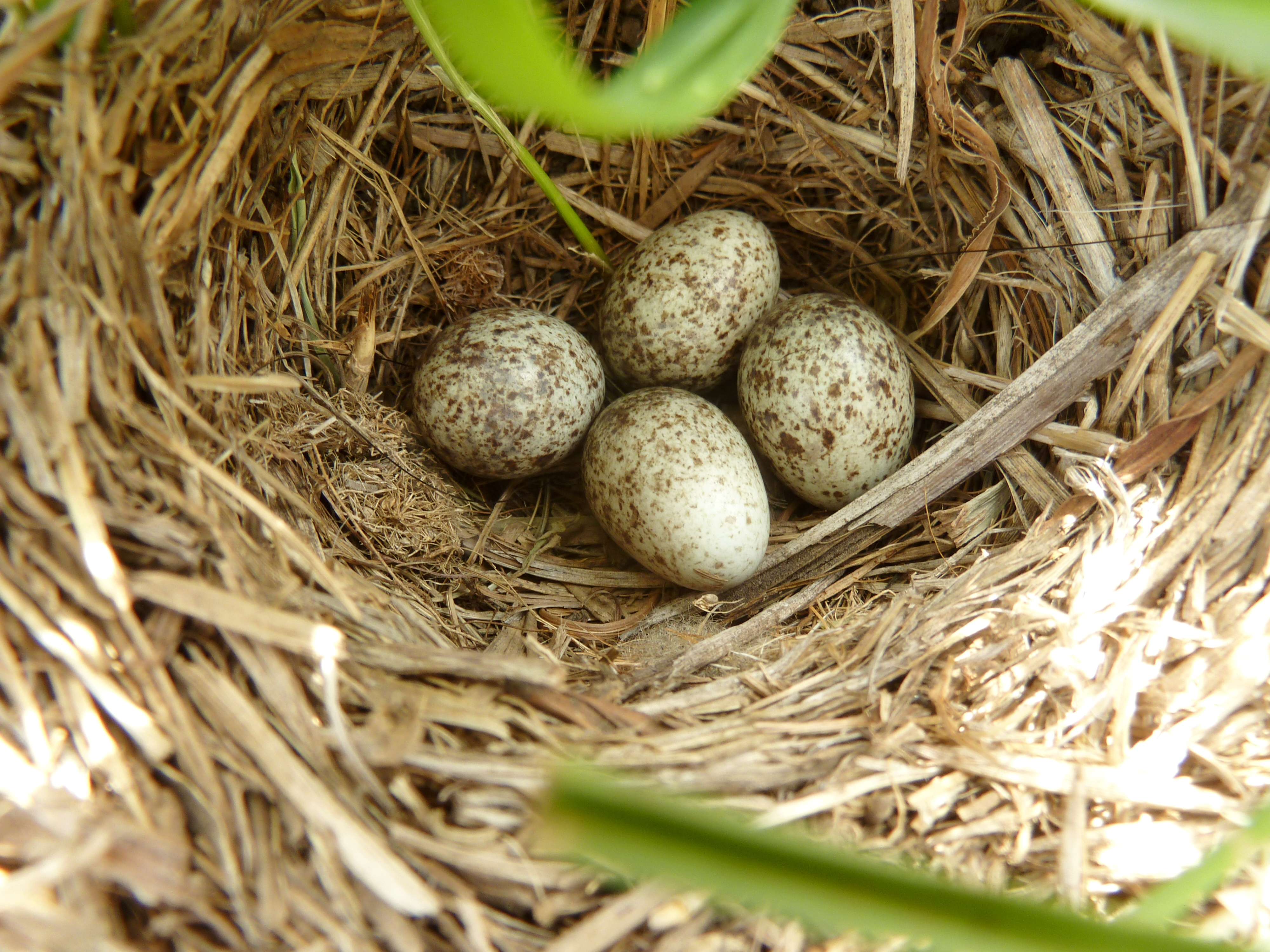
Ett bo tillhörande afrikansk piplärka i Sydafrika.

Fågeln påträffas i gräsmarker, inklusive ogräsmarker och andra jordbruksområden. Den livnär sig av små ryggradslösa djur, men även frön och andra växtdelar. En studie visade att gräshoppor och skalbaggar utgjorde 69% av födan. Arten häckar mestadels före eller under regnperioden.

## Status och hot
Arten har ett stort utbredningsområde och en stor population med stabil utveckling och tros inte vara utsatt för något substantiellt hot. Utifrån dessa kriterier kategoriserar internationella naturvårdsunionen IUCN arten som livskraftig (LC). Världspopulationen har inte uppskattats men den beskrivs som vanlig i större delen av utbredningsområdet.